# باهرة الملكة فكتوريا
باهرة الملكة فيكتوريا (الاسم العلمي Agave victoriae-reginae)، نوع من الباهرة. شمراخها يعلو نحو 400 سم. أوراقها تطول من 50 إلى 70 سم. نصلها سميك النسيج الجامد الصلب، لونها إلى الخضار الكمد يعلوه تبقيج أبيض، حتاره أغبر اللون، شذام عقصته أسود. عنقودها الزهري هرمي الشكل يعلو من 100 إلى 120 سم.

## معرض صور

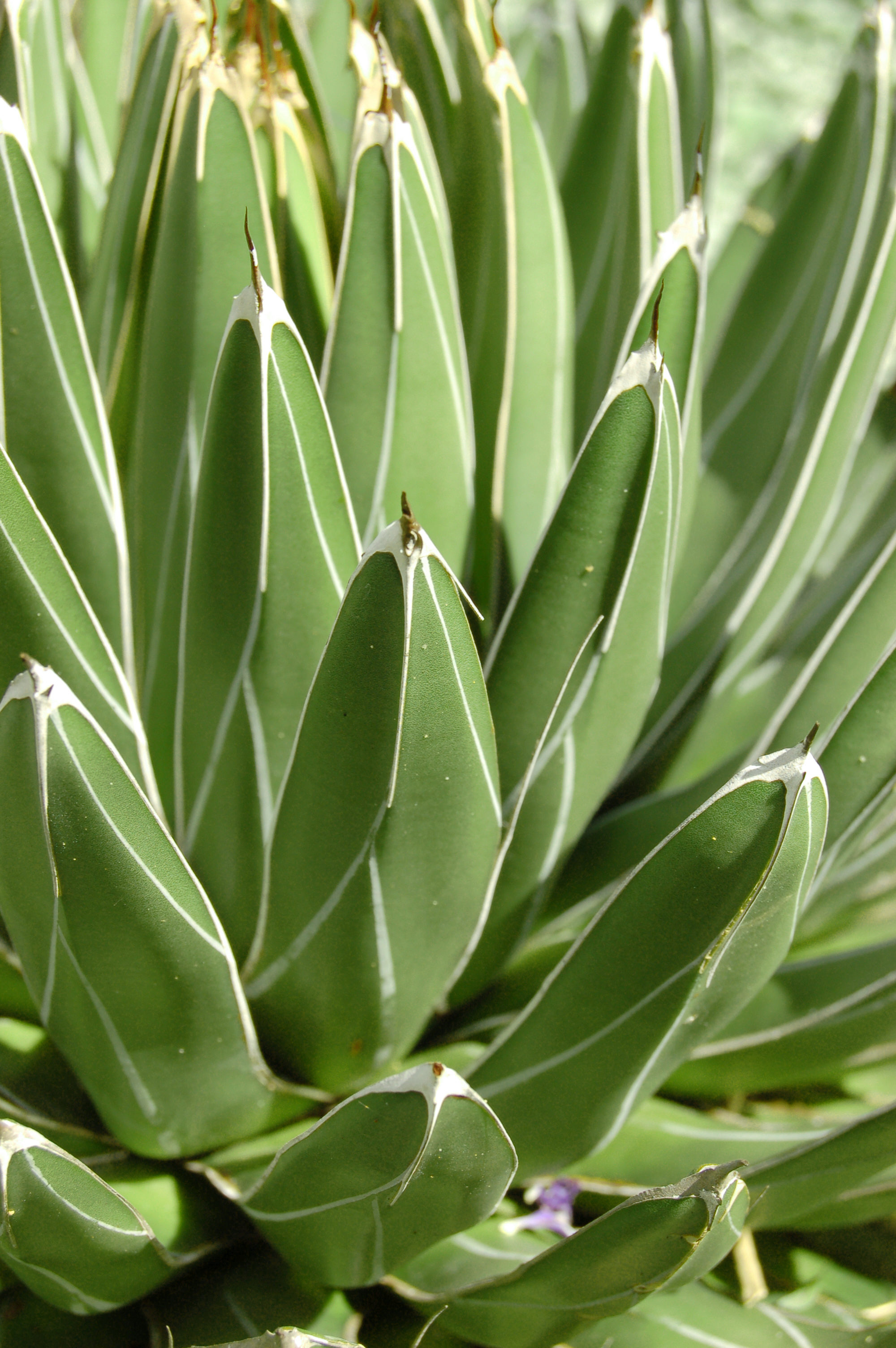
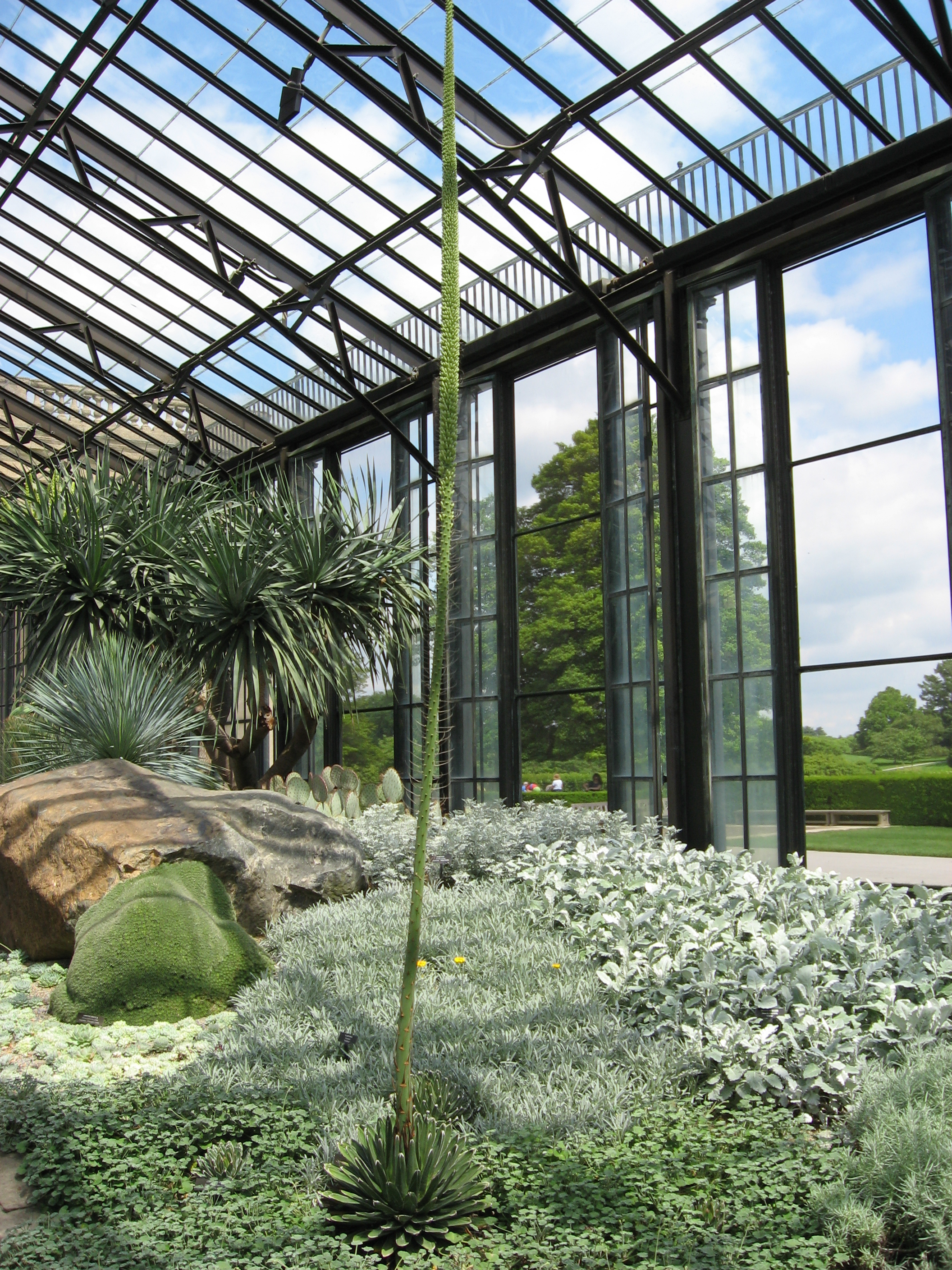
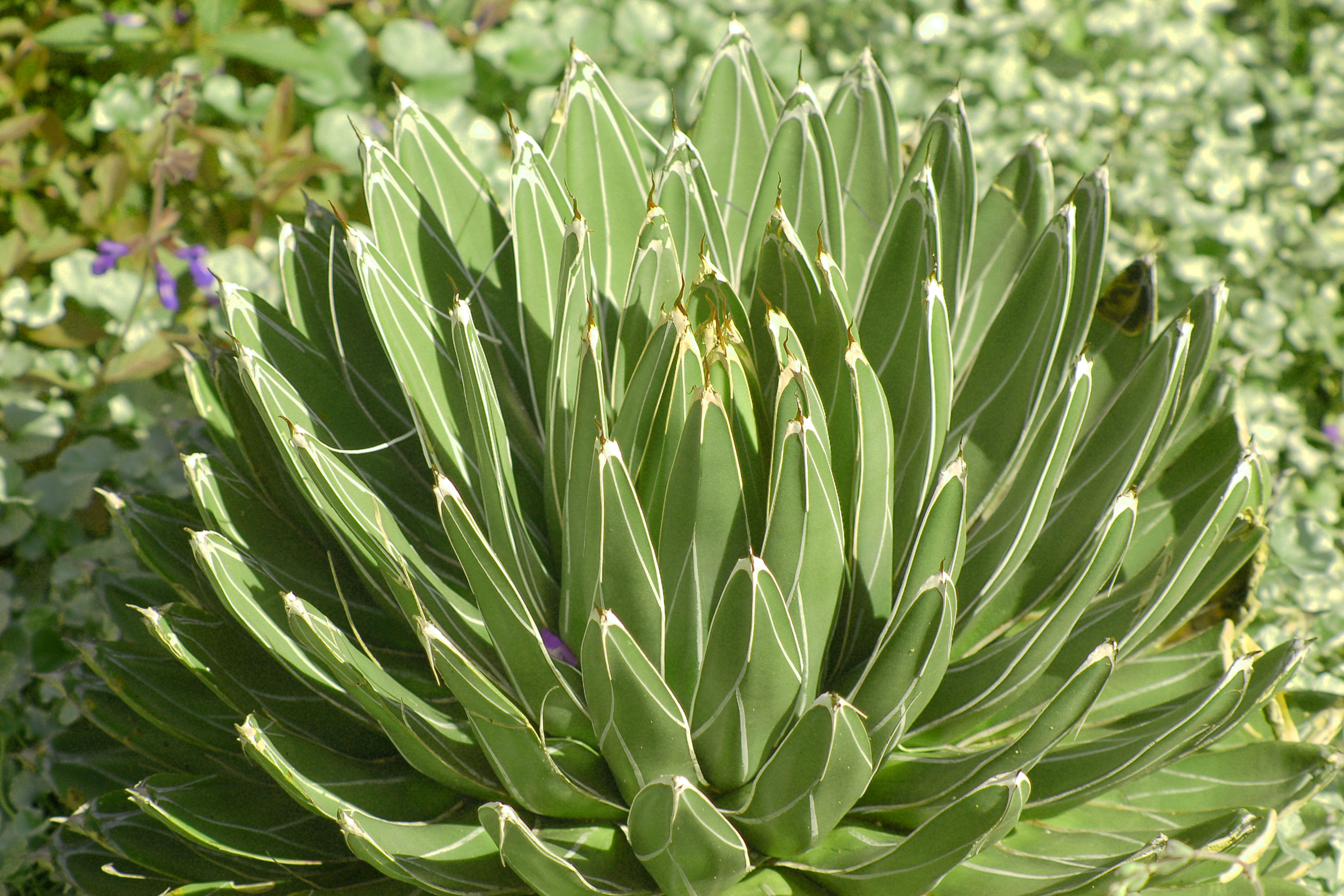